# В'якарана
В'акарана (санскр. व्याकरण,  Vyākaraṇa IAST) — допоміжна частина Вед, одна з шести веданг, основною темою якої є санскритська граматична традиція. Вона корениться в пізньоведичній Індії і містить у собі відому роботу -Аштадх'яї лінгвіста Паніні.
Стимул для розвитку лінгвістичного аналізу і граматики в Індії був даний необхідністю отримання суворого, вивіреного тлумачення ведичних текстів в умовах коли жива мова (практити) усе більше відрізнялася від літературної мови священних текстів (санскриту).
Роботи найраніших індійських граматиків втрачені. Наприклад, робота Шакатаяни (близько VIII століття до н. е.) відома тільки з неясних згадок Яськи і Паніні. Одним із поглядів Шакатаяни, який спростовували протягом наступних століть, було те, що більшість імен іменників етимологічно походить від дієслів.
У своїй монументальній роботі з етимології, Нірукті, Яська підтримав це твердження, ґрунтуючись на великій кількості іменників, що утворилися від дієслів шляхом словотворення, відомого як крит-Прат, що належить до типу кореневих морфем.

## Школи до Паніні
У Аштадх'яї Паніні, яка перевершила усі наявні на той момент праці згадуються існування шкіл граматики, та імена 10 вчених, які передували Паніні.
- Шакатаяна
- Апішалі
- Шакалі
- Бхарадваджа
- Гарг
- Головата
- Каш'япа
- Сенакі
- Спхотаяна
- Чакравармана

Про ці школах нам відомо тільки те, що повідомили Паніні, Яська та пізніші автори, а їх оригінальні твори, наприклад, падапатха Рігведи авторства шакалі, були втрачені.
Крім того, не менше 64 науковців (за списком Макса Мюллера) було процитовано як авторитети в пратішакх'я, Нірукті й Аштадх'яї.

## Школа Паніні
Праця Аштадх'яї, по суті всебічний аналіз Паніні процесів фонології, морфології і синтаксис а, заклав на століття основу для коментарів і досліджень майбутніх санскритських граматиків. За теперішніми оцінками ця праця знаходиться на рівні сучасних наукових праць з лінгвістики.
Коментатори Паніні:
- Катьяяна (лінгвіст і математик, III століття до н. е.)
- Патанджалі (лінгвіст, II століття до н. е.) — автор Махабхашьі.
- В системі ньяя — Вачаспаті
- В системі Міманса — Кумара Бхатті (VII століття н. е.), Прабхакара (VII століття н. е.)
- Бхартріхарі (VI століття н. е.)
- Кашікаврітті (VII століття н. е.)
- Бхатті (VII століття н. е.)